# Parasznya
Parasznya község Borsod-Abaúj-Zemplén vármegye Miskolci járásában,

## Fekvése
Miskolc szomszédságában helyezkedik el, a Bükk-vidéken, a megyeszékhely központjától 16 kilométerre északnyugatra. A további szomszédos települések: észak felől Kondó, északkelet felől Radostyán, nyugat felől pedig Varbó. A legközelebbi város Sajószentpéter, amely körülbelül nyolc kilométerre van.

### Megközelítése
Csak közúton érhető el, Miskolc felől vagy Radostyán érintésével, mindkét irányból a 2517-es úton. A zsáktelepülésnek számító Varbóval a 25 135-ös számú mellékút köti össze. Határszélét délnyugaton érinti még a Dédestapolcsányra vezető 2513-as út is.

## Története
A települést a 12. században említik először, de már a 11. században is állt. 1286-ban már itt lakó várjobbágyokból vált nemesekről történik említés, és Peresnie, majd Perezne elnevezést találhatunk. A diósgyőri várhoz tartozó birtokként főleg királynéi tulajdon volt. A török időkben elpusztult, 1556-ban már elhagyott helyként említik. Az újratelepült község 1596-ban török hódoltsági terület volt, ekkoriban a reformáció gyorsan terjedt a környéken. II. József uralkodása alatt 1785 májusától 1786 októberéig épült fel nagyobb temploma, melyhez tornyot csak 1800-ban építettek. 1842-ben a nagy tűzvész csaknem az egész falut tönkretette, az addig jól működő iskolát csak 1903-ban építették újra fel.
Az 1800-as évek  végén beinduló két szénbánya, a Baross-akna és Pálinkás-táró sok munkahelyet biztosított.
1934-ben állított hősi emlékmű az első világháborúban elhunytakról emlékszik meg.

## Közélete

### Polgármesterei
- 1990–1994: Szabó Lajos (független)[4]
- 1994–1998: Szabó Lajos (független)[5]
- 1998–2002: Köntös Pál (független)[6]
- 2002–2006: Fekete Ferenc (független)[7]
- 2006–2009: Fekete Ferenc (független)[8]
- 2009–2010: Horváth Jánosné Kecskeméti Ildikó (független)[9]
- 2010–2014: Horváth Jánosné Kecskeméti Ildikó (független)[10]
- 2014–2019: Horváth Jánosné (független)[11]
- 2019–2024: Horváth Jánosné (független)[12]
- 2024– : Horváth Jánosné (független)[1]

A településen 2009. október 18-án időközi polgármester-választást tartottak, az előző polgármester lemondása miatt.

## Népesség
A település népességének változása:
| Lakosok száma | 1157 | 1142 | 1128 | 1088 | 1086 | 1087 | 1084 |
|               | 2013 | 2014 | 2015 | 2021 | 2022 | 2023 | 2024 |

2001-ben a település lakosságának 97%-a magyar, 3%-a cigány nemzetiségűnek vallotta magát.
A 2011-es népszámlálás során a lakosok 74,8%-a magyarnak, 4,8% cigánynak mondta magát (25,2% nem nyilatkozott; a kettős identitások miatt a végösszeg nagyobb lehet 100%-nál). A vallási megoszlás a következő volt: római katolikus 12%, református 37,5%, görögkatolikus 3,7%, evangélikus 0,2%, felekezeten kívüli 10,8% (32,9% nem válaszolt).
2022-ben a lakosság 87,8%-a vallotta magát magyarnak, 2,8% cigánynak, 0,2% szlováknak, 0,1% németnek, 0,1% horvátnak, 2,1% egyéb, nem hazai nemzetiségűnek (12,2% nem nyilatkozott; a kettős identitások miatt a végösszeg nagyobb lehet 100%-nál). Vallásuk szerint 7,9% volt római katolikus, 31,3% református, 2% görög katolikus, 4,1% egyéb keresztény, 0,3% evangélikus, 13,6% felekezeten kívüli (40,4% nem válaszolt).

## Látnivalók
- Református templom (klasszicista, 1785)
- A településen öt fokozottan védett barlang található, a Hillebrand Jenő-barlang, a Kő-lyuk, a Lilla-barlang, az Udvar-kő és a Vénusz-barlang.